# Bill Schindler
Bill Schindler, ameriški dirkač Formule 1, *6. marec 1909, Middletown, New York, ZDA, †20. september 1952, Allentown, Pensilvanija, ZDA.
Bill Schindler je pokojni ameriški dirkač, ki je med leti 1950 in 1952 sodeloval na ameriški dirki Indianapolis 500, ki je med letoma 1950 in 1960 štela tudi za prvenstvo Formule 1. Najboljši rezultat je dosegel na dirki leta 1951, ko je zasedel trinajsto mesto. Leta 1952 se je ponesrečil na manjši dirki v Allentownu.